# استان قنیطره (مراکش)
استان قنیطره (به فرانسوی: Province de Kénitra) یک استان در مراکش است که در رباط سلا قنیطره واقع شده‌است. استان قنیطره ۳٬۰۵۲ کیلومتر مربع مساحت و ۱٬۰۶۷٬۴۳۵ نفر جمعیت دارد.